# Ippodromo di Costantinopoli
L'ippodromo di Costantinopoli si trova nell'odierna Istanbul, nel distretto di Fatih (che coincide con la città murata), nella mahalle di Sultanahmet, accanto alla Moschea Blu.

## Storia
L'inizio della costruzione dell'ippodromo di Bisanzio si deve a Settimio Severo e fu completato in forme monumentali da Costantino I contestualmente alla fondazione della "Nuova Roma". Divenne centro di riunioni governative e popolari come durante la rivolta di Nika.
Con la conquista latina di Costantinopoli, durante la quarta crociata, nel 1204, l'ippodromo fu abbandonato e divenne una cava di materiali edili per nuovi edifici.
Dopo la caduta di Costantinopoli del 1453 anche gli ottomani non persero mai di vista le attività dell'ippodromo, che continuò la sua doppia funzione di luogo di gara e centro di assembramenti politici, tanto che i disordini proprio qui scoppiati nel 1909 causarono la caduta di Abdul Hamid II e la promulgazione della costituzione ottomana.

## Descrizione
Le dimensioni dell'ippodromo erano di circa 400 metri di lunghezza per 130 di larghezza e poteva contenere circa 100 000 persone. Le gradinate, inizialmente in legno, nel secolo X furono riedificate in marmo. Erano costituite da trenta o quaranta file di gradini. La pista (in greco πέλμα?, pelma) era divisa dalla spina, intorno a cui dovevano girare i carri.
La spina era riccamente decorata: all'estremità verso il punto di partenza (carceres) c'era il cippo degli azzurri e all'estremità opposta quello dei verdi: erano costituiti da cilindri di bronzo sormontati da tre sfere.
Nel tempo si aggiunsero altri monumenti, fra cui alcune statue e poi la colonna serpentina proveniente dal santuario di Delfi. Successivamente Teodosio I vi fece trasportare e porre su di un dado in marmo, quale piedistallo decorato da fregi nei quali era lo stesso sovrano a comparire nelle vesti imperiali, l'obelisco egizio di Tutmosi III proveniente da Eliopoli (dove era stato eretto intorno al 1450 a.C.). Infine fu costruito un obelisco in muratura, rivestito di lastre di bronzo da Costantino VII Porfirogenito.
I carceres, posti all'estremità settentrionale dell'ippodromo, erano i dodici stalli di partenza dei carri. Erano sovrastati da una torre alta 22,76 metri, decorata da una quadriga di bronzo i cui cavalli nel 1204 furono portati a Venezia e posti sopra il portale di San Marco (cosiddetti cavalli di San Marco).
L'altra estremità dell'ippodromo, chiamata sphendòne ovverosia "fionda" (in greco σφενδόνη), era la curva più pericolosa ed era anche il luogo deputato alle esecuzioni capitali.
Nell'ippodromo si affacciava il kathisma, la tribuna imperiale (in greco κάθισμα), direttamente connessa al palazzo imperiale. Essa era fondamentale per garantire un rapporto diretto tra l'Imperatore e il popolo, così come avveniva in precedenza a Roma con il Circo Massimo e il Colosseo. Esso si trovava al centro della gradinata orientale, più vicino alle carceri che alla sphendoné.

## Corse e fazioni

Pianta dell'Ippodromo

Ogni corsa consisteva in sette giri della pista. Le gare si disputavano in occasione delle festività. Nei giorni di gara normalmente si teneva un egual numero di corse al mattino e al pomeriggio: ad esempio quattro al mattino e quattro al pomeriggio.
Le fazioni che si affrontavano (in greco τάγματα δήμων?, tàgmata dèmon) erano quattro, chiamate con il colore delle vesti e dei finimenti: verdi, rossi, azzurri e bianchi. Di fatto, però, la rivalità fra i verdi e gli azzurri era il tema principale delle corse, mentre i rossi e i bianchi erano relegati in secondo piano.

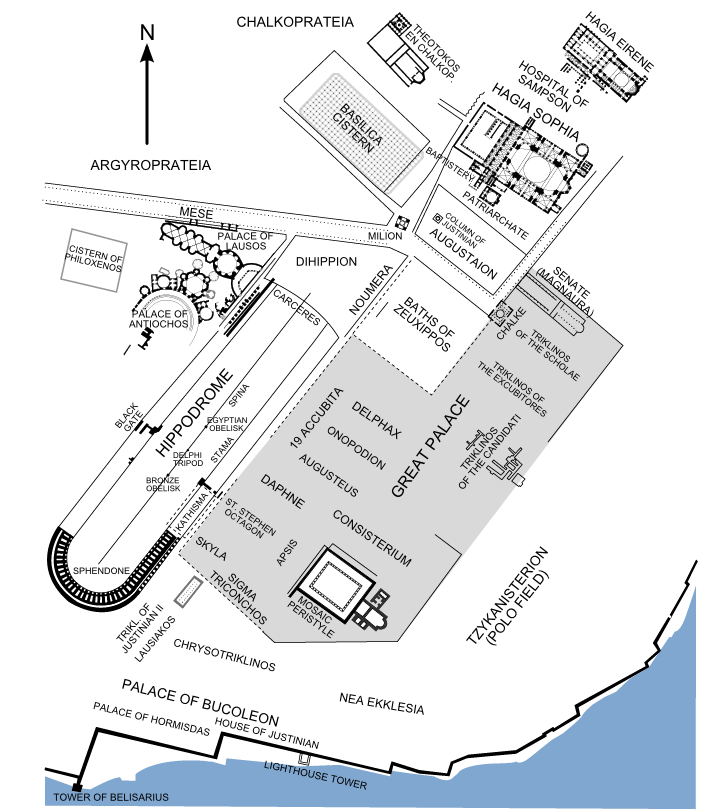
L'Ippodromo al centro degli altri edifici imperiali

L'ippodromo fungeva da specchio dei grandi schieramenti politici della città: alla destra del basileus sedevano gli esponenti della fazione degli azzurri, detti "i miserabili", corrispondenti alla parte più povera e rurale della popolazione; alla sinistra i verdi, ovvero la borghesia cittadina detti "i contribuenti". I Bianchi e i rossi sedevano al centro del lato lungo occidentale, di fronte al Kathisma.
A partire dal regno di Teodosio II la rivalità fra verdi e azzurri uscì dall'ippodromo e coinvolse la religione e la politica, diventandone un elemento strutturale. Da un lato le fazioni saranno il veicolo per esprimere il malcontento popolare e dall'altro gli imperatori cesseranno di essere neutrali e favoriranno l'una o l'altra fazione.
Spesso il destino e le fortune dell'imperatore erano legate alle gare che si tenevano nell'ippodromo e agli scontri e alle passioni che qui infiammavano le due fazioni, talvolta sfocianti in tumulti così gravi da rovesciare il trono. Famoso l'esempio della rivolta di Nika, che rischiò di porre prematuramente fine alle ambizioni di Giustiniano I.
A partire dal regno di Maurizio i verdi e gli azzurri furono anche armati per la difesa dei Costantinopoli dai barbari, ma anche contro gli usurpatori del trono.

## Resti archeologici
I viaggiatori europei del Quattro-Cinquecento ammiravano ancora le rovine maestose dell'ippodromo, che descrissero nei loro diari di viaggio.
Oggi dell'antico ippodromo bizantino rimangono pochi resti. In particolare, sono ancora visibili e rimasti al loro posto alcuni dei monumenti che decoravano la spina: l'obelisco di Teodosio, la colonna serpentina in bronzo e l'obelisco di Costantino Porfirogenito.
Rimangono, inoltre, le vestigia della curva a sud-est, ovvero le sottostrutture della Sphendoné, e qualche porzione delle gradinate orientali e occidentali.
Invece non rimangono resti del Kathisma e delle carceri. La posizione presunta delle carceri, vicino al limite settentrionale dell'ippodromo, è segnalata dal 1901 da un'opera in pietra, la "fontana dell'imperatore Guglielmo", donata dal sovrano tedesco Guglielmo II per riparare al dispetto provocato al sultano per avere asportato da Pergamo l'altare di Zeus (ora a Berlino) durante una visita di stato al sultano Abdul Hamid II.

## Altre immagini

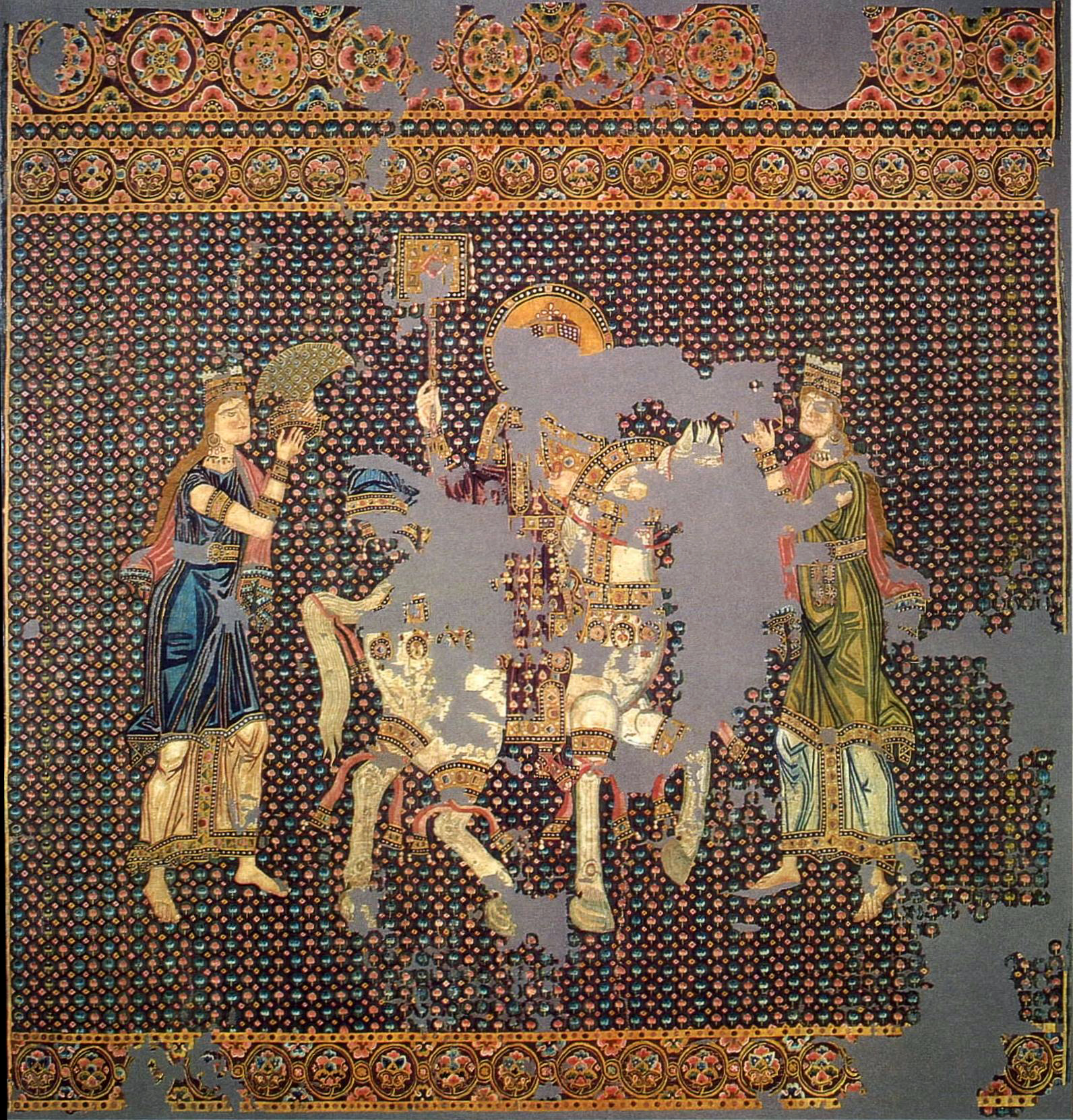
Rappresentazione simbolica su seta delle due fazioni dell'ippodromo con Giovanni I Zimisce (ante 1064).
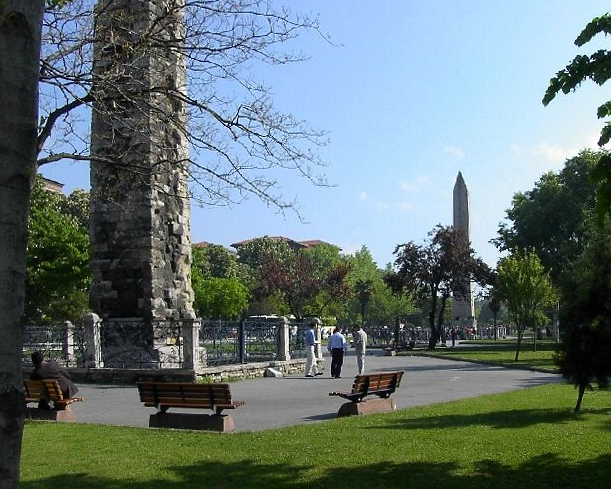
L'ippodromo al giorno d'oggi.
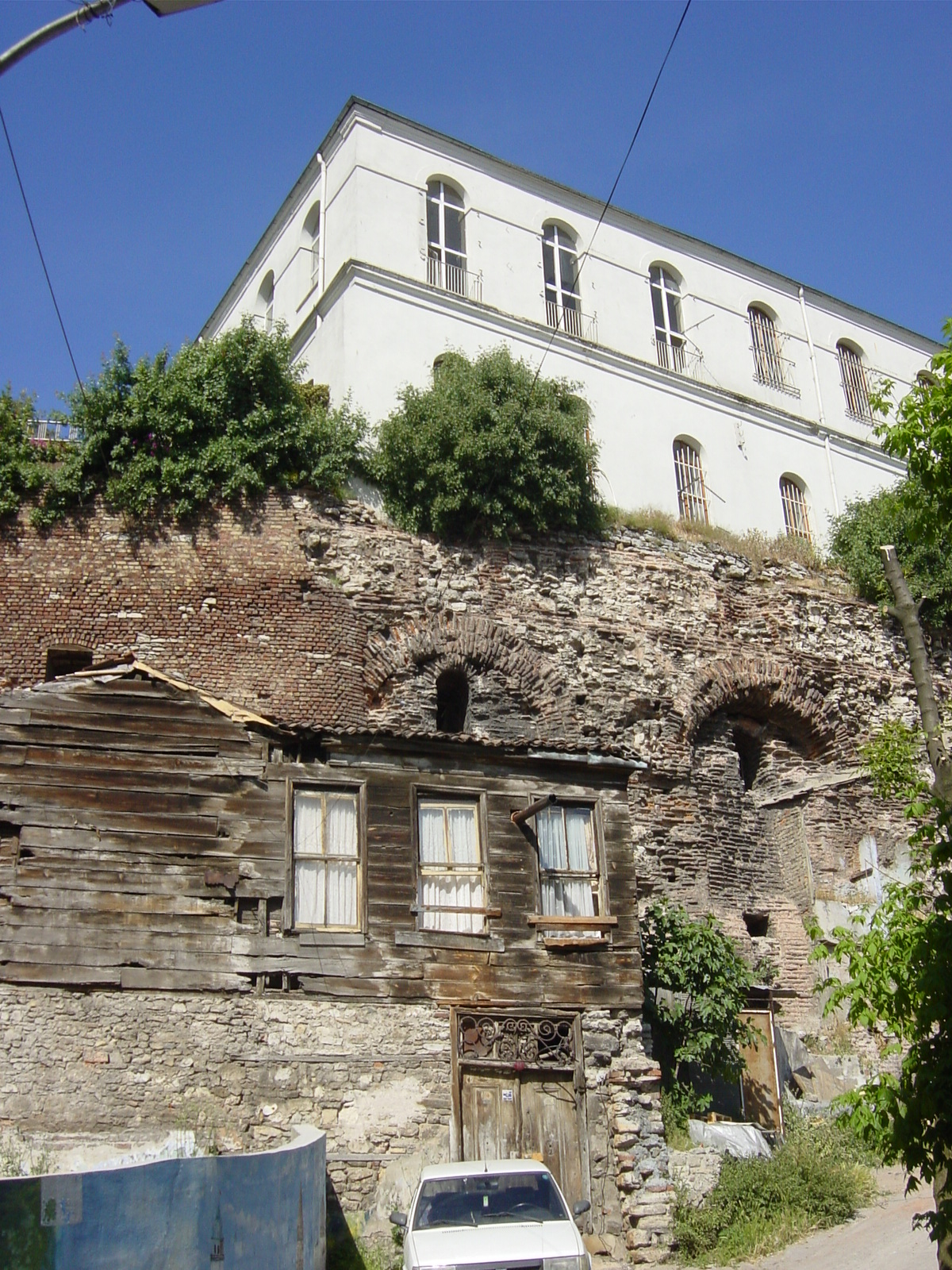
L'unico punto da cui si intravedono le sostruzioni dell'ippodromo è nella discesa verso ovest proveniente dalla piazza.
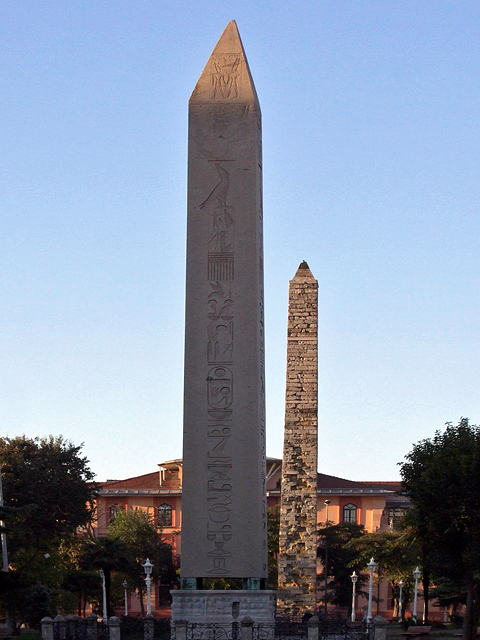
Obelisco di Teodosio e colonna di Costantino.
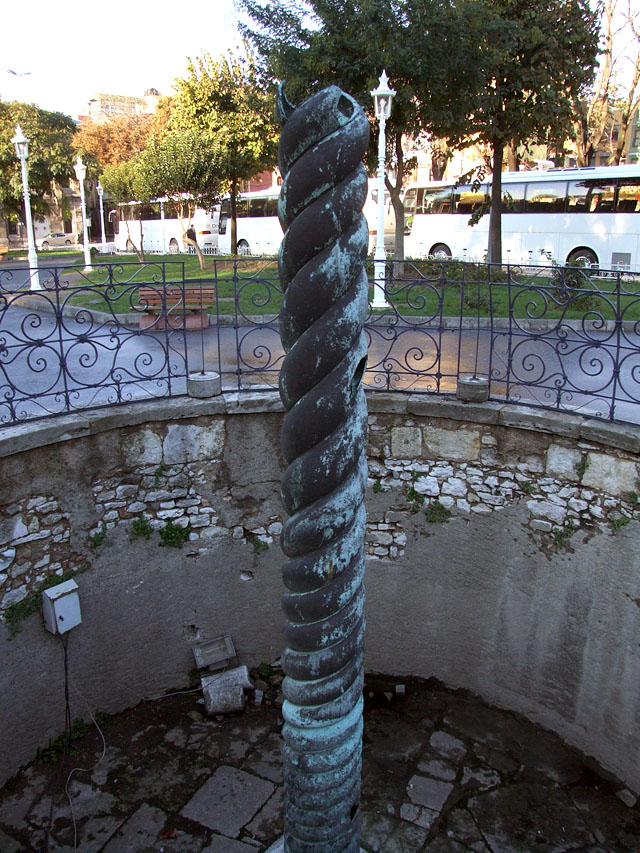
Colonna serpentina, quel che resta del tripode di Platea.
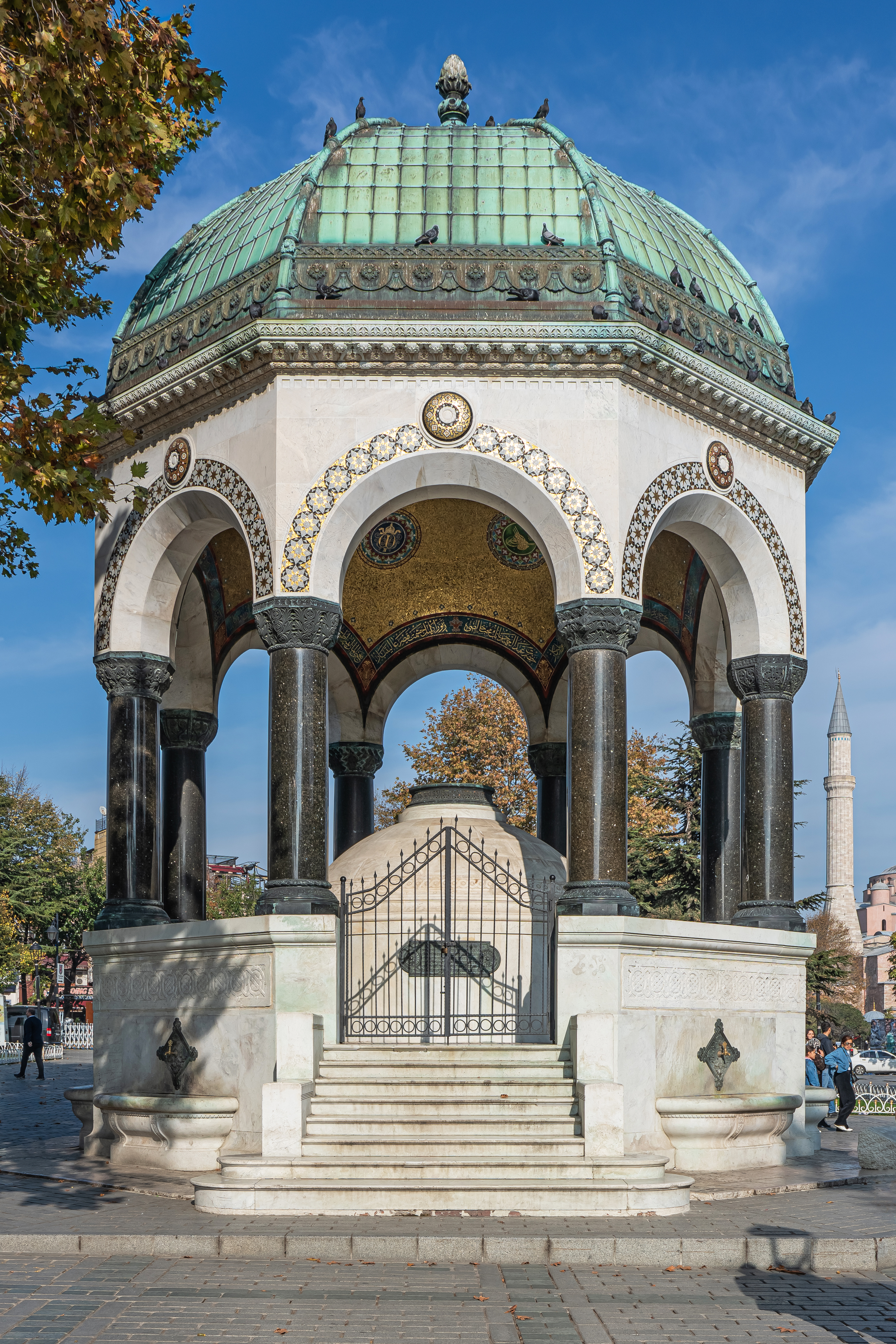
Fontana dell'imperatore Guglielmo.
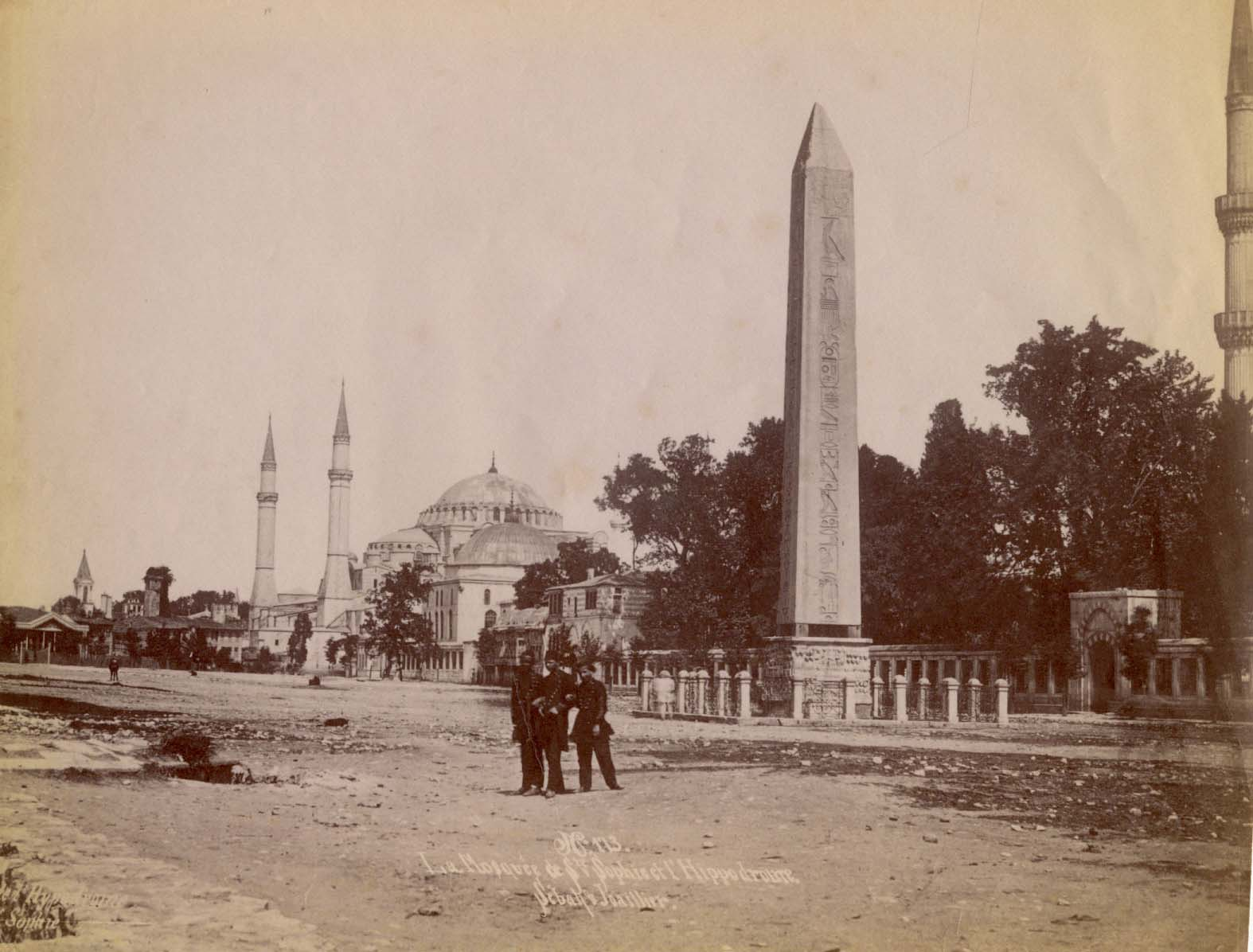
Ippodromo nel XIX secolo.
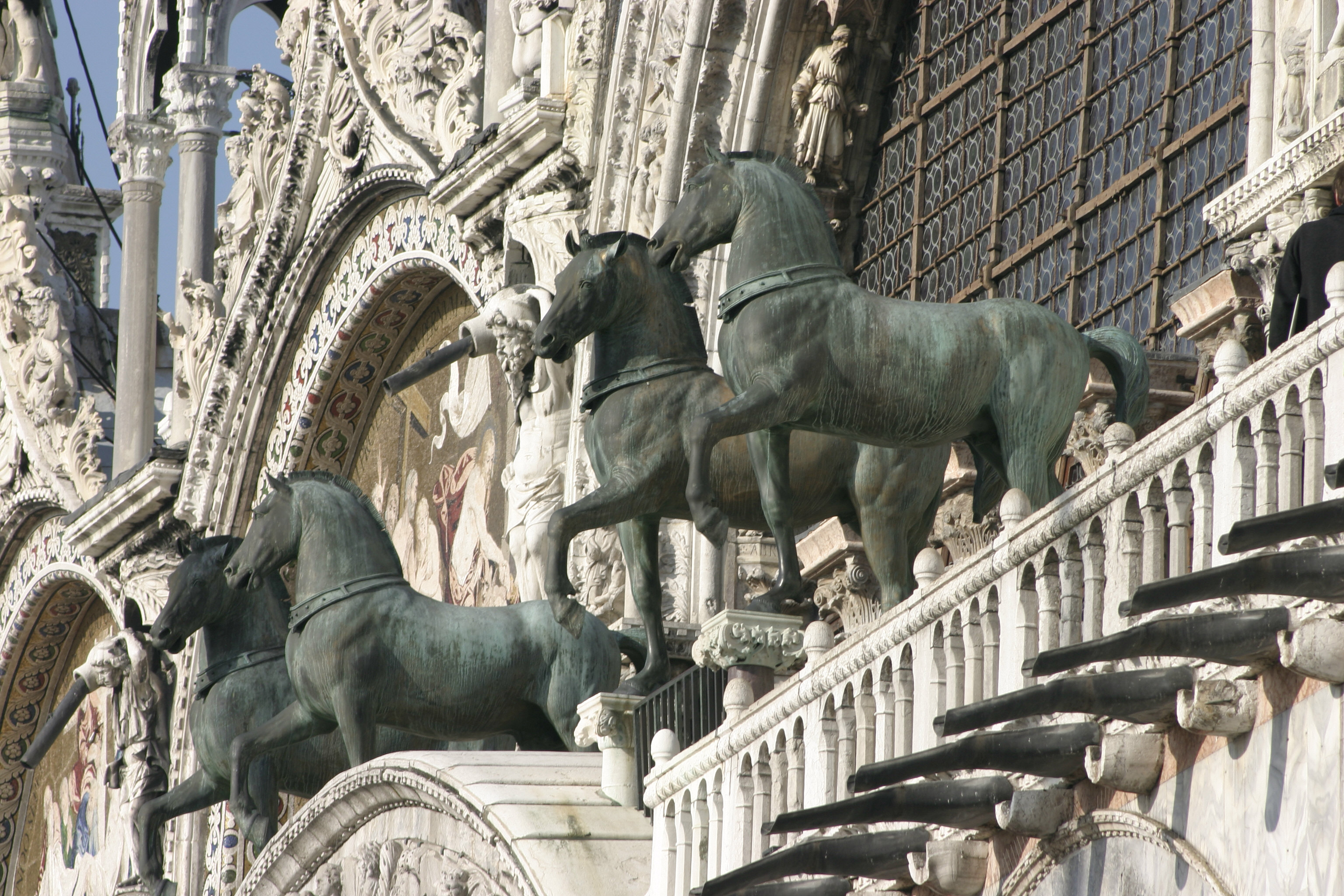
I quattro cavalli di bronzo che decorano la basilica di San Marco a Venezia e che prima erano nel circo di Costantinopoli.